# John J. Crittenden

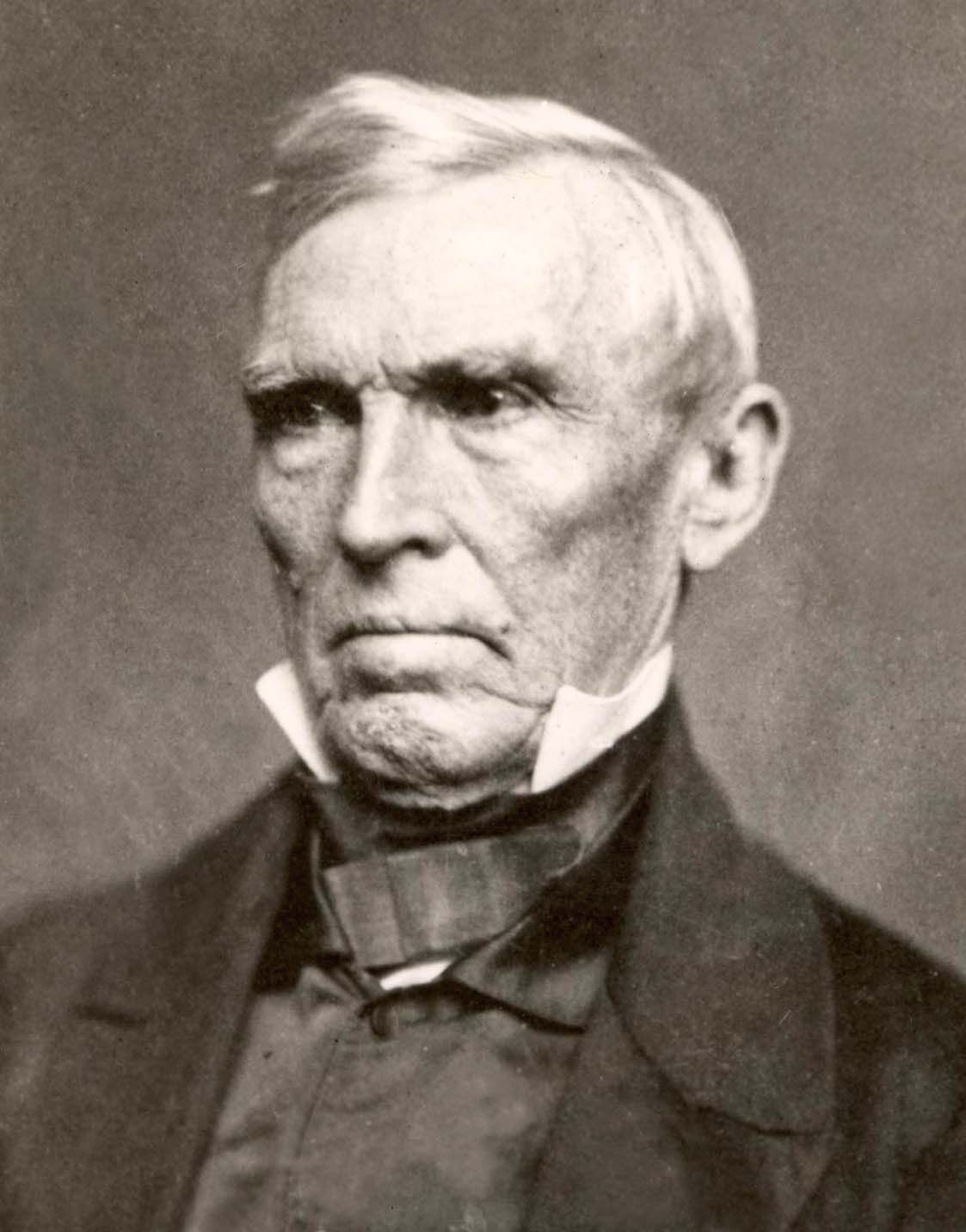
John J. Crittenden

John Jordan Crittenden (* 10. September 1786 oder 1787 in Versailles, Virginia; † 26. Juli 1863 in Frankfort, Kentucky) war ein US-amerikanischer Jurist, Politiker, US-Senator, Gouverneur von Kentucky und Justizminister.

## Studium und berufliche Laufbahn
Der im heutigen Kentucky geborene Sohn von John Crittenden, einem Kämpfer der Amerikanischen Unabhängigkeitsbewegung, absolvierte zunächst ein allgemein bildendes Studium am College of William & Mary, das er 1806 mit einem Bachelor of Arts (B.A.) abschloss. Anschließend studierte er die Rechtswissenschaften und wurde bereits ein Jahr später zum Anwalt zugelassen. Als solcher eröffnete er eine Kanzlei im Woodford County. 1812 ließ er sich als Rechtsanwalt in Russellville nieder. 1819 nahm er eine Tätigkeit als Jurist in Frankfort auf.

## Politische Laufbahn

### Ämter in Kentucky
Bereits 1809 wurde Crittenden für ein Jahr Attorney General des Illinois-Territoriums. Im Britisch-Amerikanischen Krieg von 1812 diente er als Berater des Territorialgouverneurs Isaac Shelby. 1811 begann er seine politische Laufbahn als Abgeordneter im Repräsentantenhaus von Kentucky, dem er bis 1817 angehörte und dessen Speaker er von 1815 bis 1817 war. Im Jahr 1825 war er wiederum kurzzeitig Abgeordneter des Repräsentantenhauses von Kentucky. Zwei Jahre später erfolgte seine Ernennung zum Bundesbezirksstaatsanwalt. 1828 nominierte ihn Präsident John Quincy Adams zum Richter am United States Supreme Court; allerdings verweigerte der US-Senat seine Zustimmung, so dass die Berufung letztlich scheiterte. 1829 wurde er außerdem durch Präsident Andrew Jackson als Bundesbezirksstaatsanwalt entlassen. Im selben Jahr gelang ihm jedoch die Wiederwahl ins Repräsentantenhaus von Kentucky, dem er nunmehr bis 1835 angehörte. Für kurze Zeit fungierte er auch als Secretary of State von Kentucky.
Von 1848 bis 1850 war er auch Gouverneur von Kentucky. In seiner Amtszeit wurden die Gefängnisse des Staates renoviert und das Bildungswesen durch einen höheren Haushalt verbessert. Geologische Gutachten über Kentucky wurden in Auftrag gegeben und schließlich wurde die Verfassung des Staates 1850 reformiert.

### Viermaliger US-Senator

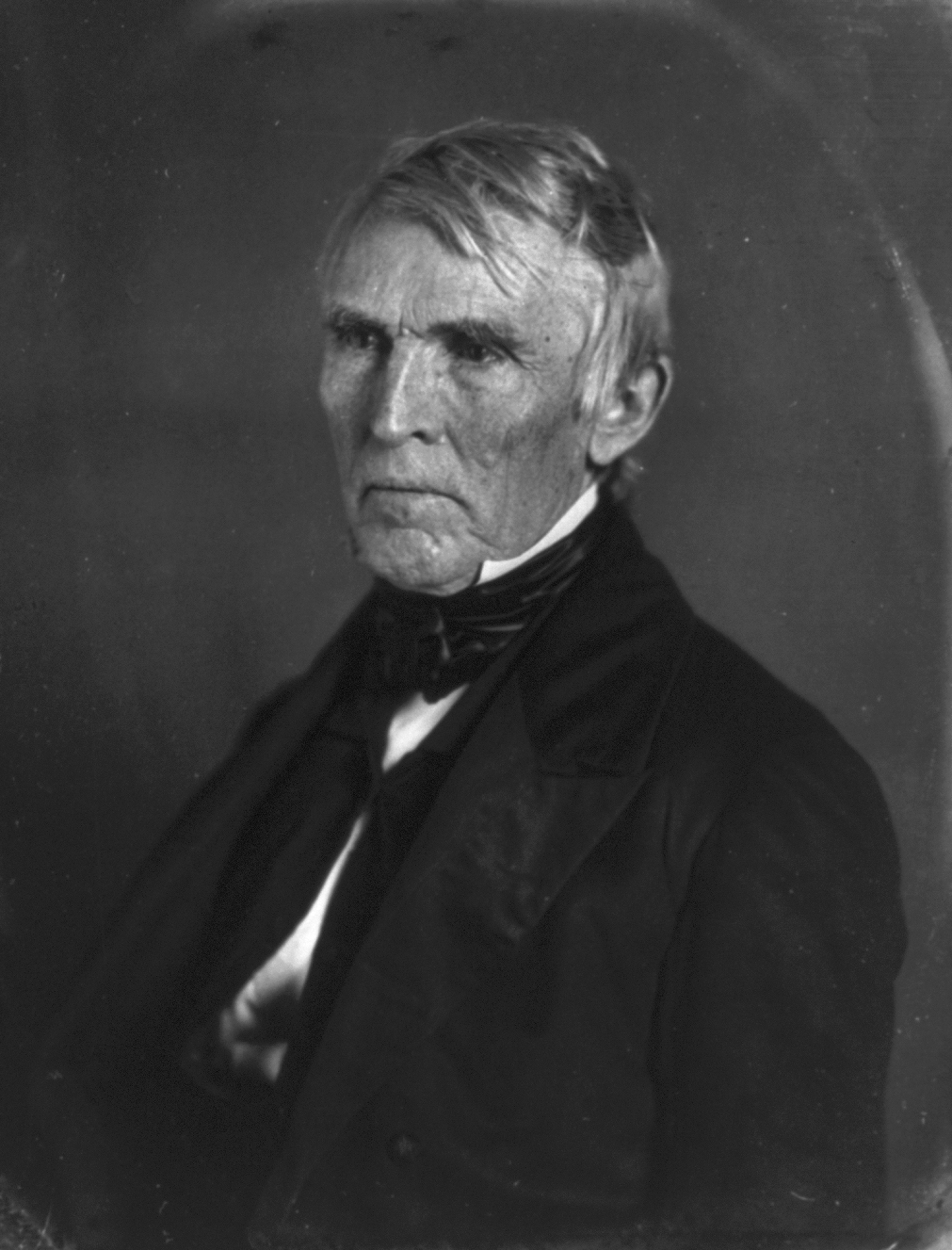
John J. Crittenden (um 1855)

Am 4. März 1817 wurde der den Democratic Republicans angehörende Crittenden zum US-Senator gewählt. Als solcher vertrat er bis zum 3. März 1819 die Interessen von Kentucky in Washington. Während dieser Zeit war er außerdem Vorsitzender des Justizausschusses des Senats. Am 4. März 1835 kehrte er, zwischenzeitlich zu den Whigs übergewechselt, für eine sechsjährige Amtszeit erstmals in den Senat zurück. Bereit am 31. März 1842 wurde er als Nachfolger des zurückgetretenen Henry Clay erneut zum Senator für Kentucky ernannt, um dessen angebrochene Amtszeit zu vollenden. Crittenden verblieb diesmal bis zum 12. Juni 1848 im Kongress. Während dieser Zeit war er von 1842 bis 1845 Mitglied des Militärausschusses. Letztmals war Crittenden dann vom 4. März 1855 bis zum 3. März 1861 US-Senator. Als solcher war er 1859 bis 1861 Vorsitzender des Senatsausschusses für Schadensersatzfragen der Revolution (Committee on Revolutionary Claims). Zuletzt war er nach der Auflösung der Whig Party Mitglied der American Party.

### Justizminister
Am 5. März 1841 berief US-Präsident William Henry Harrison Crittenden als Justizminister in sein Kabinett. Dieses Amt übte er auch nach dem Tode Harrisons im April 1841 unter dessen Nachfolger John Tyler bis zum 12. September 1841 aus. Nach seinem Rücktritt als Gouverneur von Kentucky wurde er am 22. Juli 1850 von Präsident Millard Fillmore erneut zum Justizminister ernannt. Dieses Amt übte er bis zum Ende von Fillmores Amtszeit am 4. März 1853 aus.

### Bürgerkrieg
Während des Bürgerkrieges vollzog sich eine Spaltung in seiner Familie: Sein Sohn Thomas stieg zum General der Nordstaaten auf, während sein anderer Sohn George als General in der Armee der Konföderierten Staaten diente. Sein Neffe Thomas Turpin Crittenden war ebenfalls General der Union. Noch im Dezember 1860 bemühte Crittenden sich, eine Teilung der USA in Nord- und Südstaaten zu vermeiden. Der nach ihm benannte Crittenden-Kompromiss war letztlich aber doch ein erfolgloser Versuch, die Südstaaten davon abzuhalten, die Union zu verlassen und somit den sich anbahnenden Bürgerkrieg zu verhindern, da dieser Kompromiss sowohl im Vorfeld durch den bereits gewählten Präsidenten Abraham Lincoln, als auch durch die Mehrheit der Republikaner im Senat abgelehnt wurde.

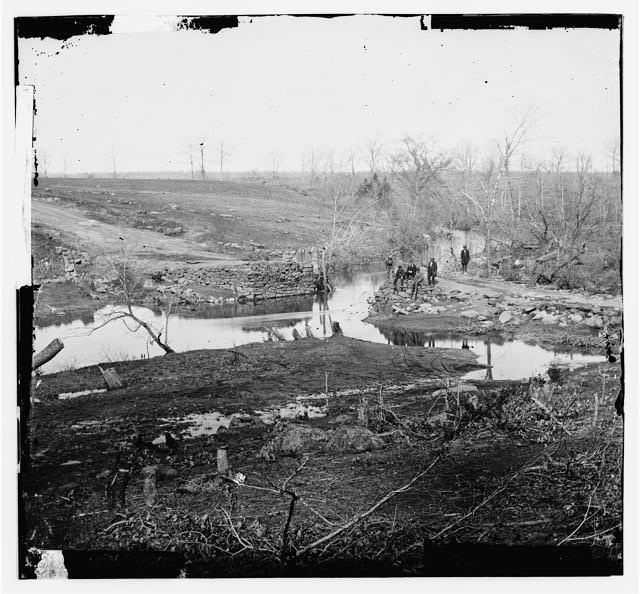
Zerstörte Brücke am Bull Run

Der nächste Versuch einer Befriedung der Situation, die so genannte Crittenden-Johnson-Resolution, wurde durch den Kongress unmittelbar nach der vernichtenden ersten Schlacht am Bull Run am 21. Juli 1861 angenommen. In dieser Resolution erfolgte eine Begründung der Kriegsgründe. Danach wurde der Sezessionskrieg nicht wegen der Eroberung oder Unterjochung der Südstaaten, deren Reduzierung auf Provinzen oder zur Einmischung in die Sklaverei in diesen Staaten durch die US-Regierung begonnen, sondern vielmehr um die Union in ihrem Bestand sowie die Verfassung und die darin enthaltenen Rechte zu schützen. Allerdings wurde diese Resolution bereits im Dezember 1861 wieder aufgehoben.
Vom 4. März 1861 bis zum 3. März 1863 war Crittenden Abgeordneter im Repräsentantenhaus der Vereinigten Staaten. Zum Zeitpunkt seines Todes befand er sich gerade im Wahlkampf für seine Wiederwahl. Ihm zu Ehren wurden die Stadt Crittenden und das Crittenden County in Kentucky nach ihm benannt. Sein Bruder Robert spielte in den 1820er Jahren eine bedeutende Rolle im Arkansas-Territorium, dessen Territorialgouverneur er für einige Jahre war.